# کی‌کی۱۰۰
کی‌کی۱۰۰، (به انگلیسی: KK100) آسمان‌خراش ۱۰۰ طبقه به ارتفاع 427 متر، مساحت زیربنای آن ۲۲۰٬۰۰۰ متر مربع (۲٬۳۶۸٬۰۶۰ فوت مربع) و با کاربری اداری-هتل است، که در شهر شنژن، جمهوری خلق چین مستقر می‌باشد. پروژه ساخت این ساختمان در سال ۲۰۰۷ آغاز شد و در سپتامبر ۲۰۱۱ تکمیل و افتتاح گردید.

## نگارخانه

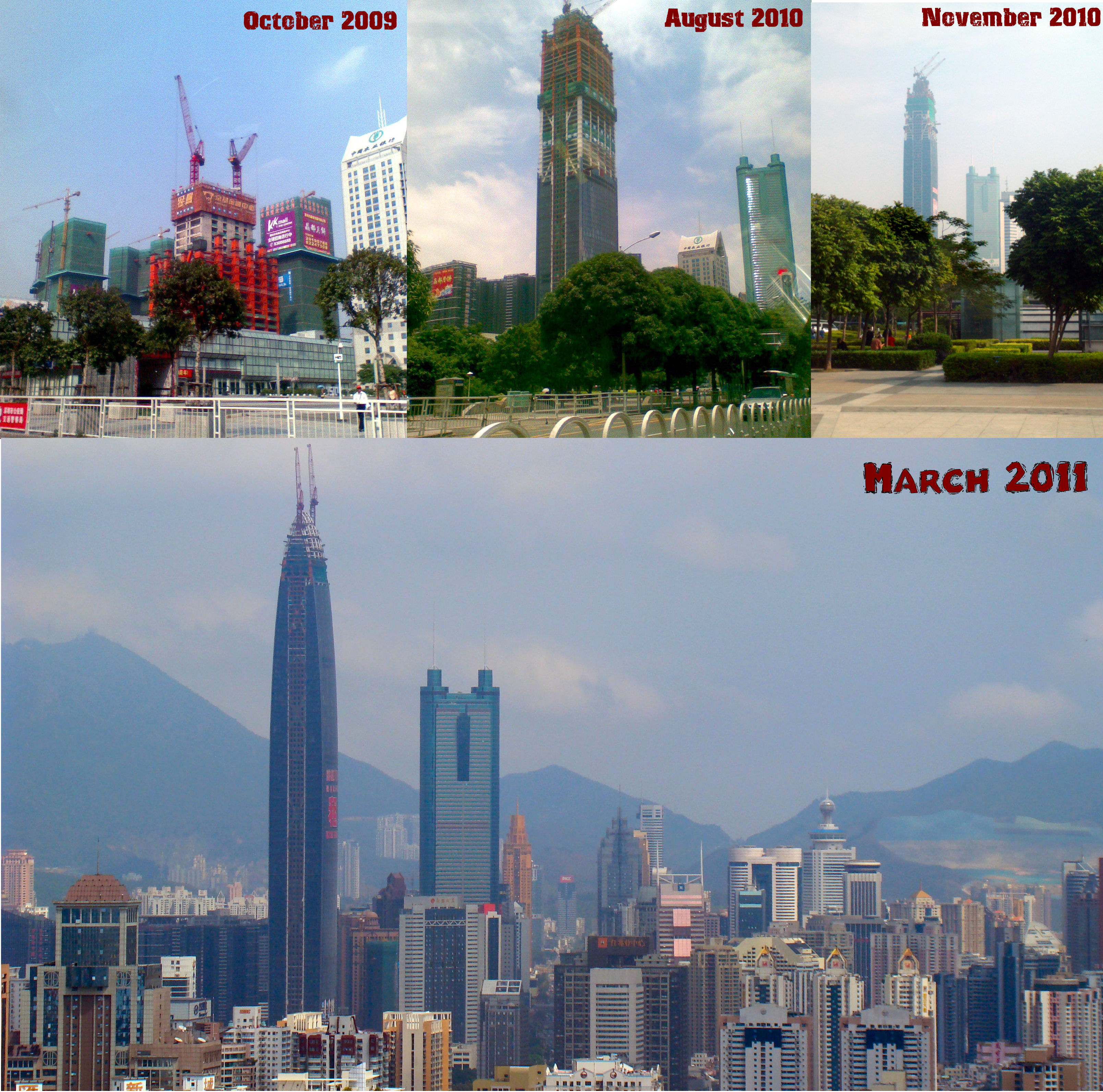
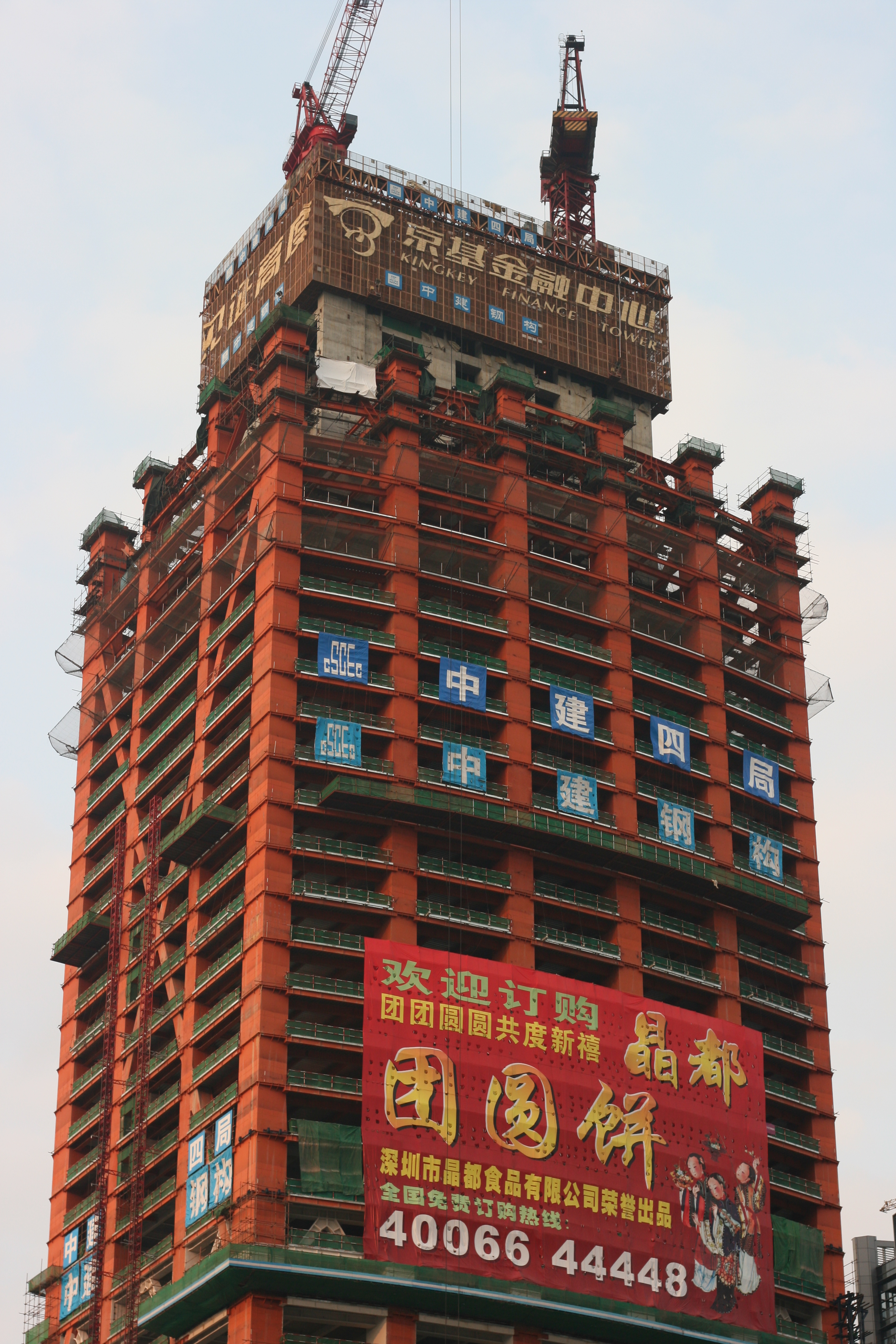
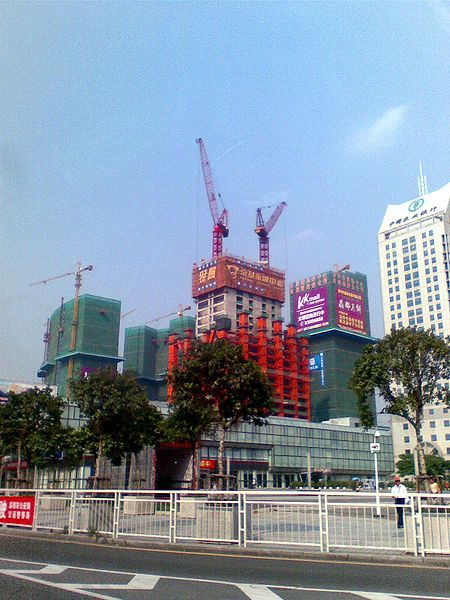
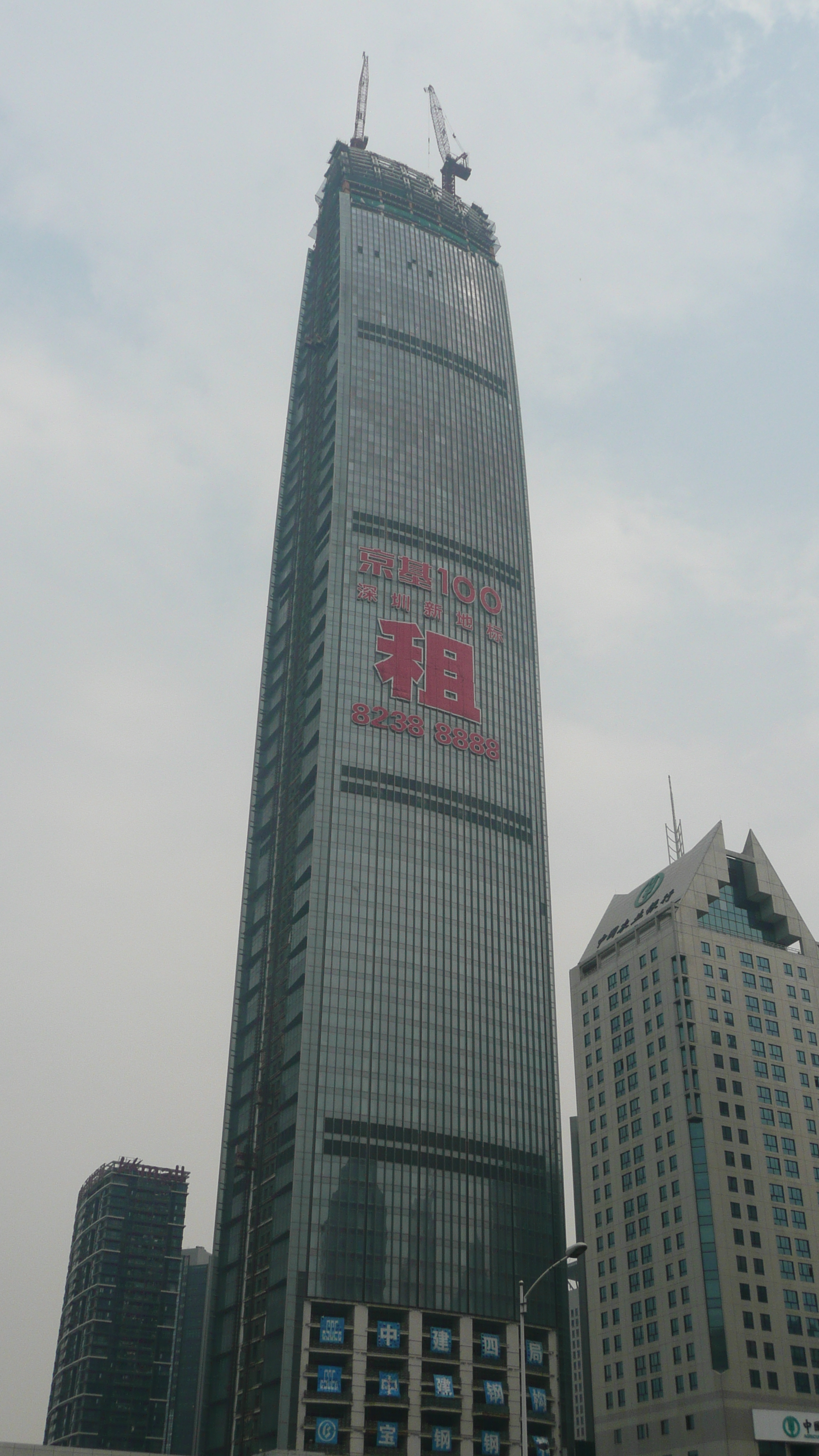
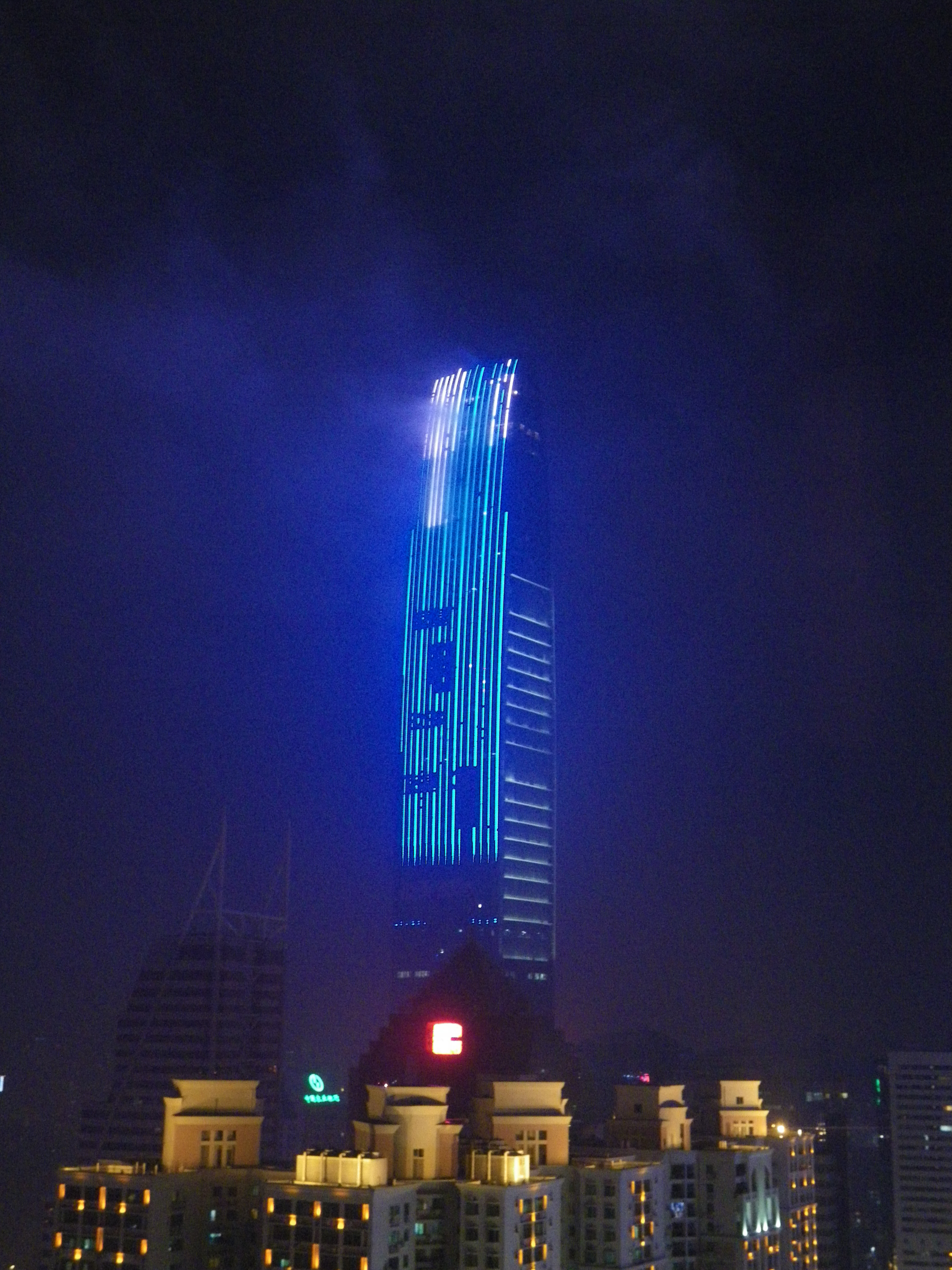